# Rémi Biancardini
Rémi Biancardini, né le 12 août 1992 à Saint-Martin-d'Hères, est un footballeur français qui évolue au poste de milieu offensif.

## Carrière
Le 5 avril 2012, il signe son premier contrat professionnel en faveur du Tours FC pour une durée de trois ans , .
Le 31 juillet 2013, pour augmenter son temps de jeu il est prêté en National à Carquefou pour une saison . À la suite de son prêt il est laissé par le club tourangeau.

## Statistiques
| Saison                | Club                  | Championnat           | Championnat | Championnat | Coupe nationale | Coupe nationale | Coupe de la Ligue | Coupe de la Ligue | Total | Total |
| Saison                | Club                  | Division              | M.          | B.          | M.              | B.              | M.                | B.                | M.    | B.    |
| 2010-2011             | Tours FC              | 2                     | 1           | 0           | 0               | 0               | -                 | -                 | 1     | 0     |
| 2011-2012             | Tours FC              | 2                     | 19          | 2           | 3               | 1               | -                 | -                 | 22    | 3     |
| 2012-2013             | Tours FC              | 2                     | 21          | 1           | 1               | 0               | 2                 | 0                 | 24    | 1     |
| 2013-2014             | USJA Carquefou (prêt) | 3                     | 9           | 0           | -               | -               | -                 | -                 | 9     | 0     |
| 2014-2015             | FC Échirolles         | 5                     | 5           | 0           | 1               | 1               | -                 | -                 | 6     | 1     |
| 2014-2015             | Hapoël Rishon LeZion  | 2                     | 4           | 0           | -               | -               | -                 | -                 | 4     | 0     |
| Total sur la carrière | Total sur la carrière | Total sur la carrière | 59          | 3           | 5               | 2               | 2                 | 0                 | 66    | 5     |